# Luis Martí Alegre
Luis Martí Alegre (1890 - 1972) Músico, escritor, comerciante, filántropo y miembro de importantes organizaciones en Valencia. Era tío materno de Luis García-Berlanga Martí. 
Tras la guerra civil española, el Círculo de Bellas Artes de Valencia fue reabierto bajo la presidencia del Marqués de Montortal y la presidencia de honor de Luis Martí Alegre. También estuvo al frente de la Real Sociedad Económica de Amigos del País de Valencia, la Societat d’Autors Valencians, el Ateneo de Valencia y la Caja de Ahorros y Monte de Piedad de Valencia. 
Socio de la Real Sociedad Valenciana de Agricultura y Deportes. Se le concedió la Medalla de Oro de Valencia.

## Obra
- El fava de Ramonet (1933), basada en su sainete del mismo título, primera película sonora en valenciano. Se volvió a proyectar en la primera edición de la Mostra de Valencia[2] de 1980.
- El pasodoble La Valencianeta[3]